# Katedrála svatého Patrika (Dublin)

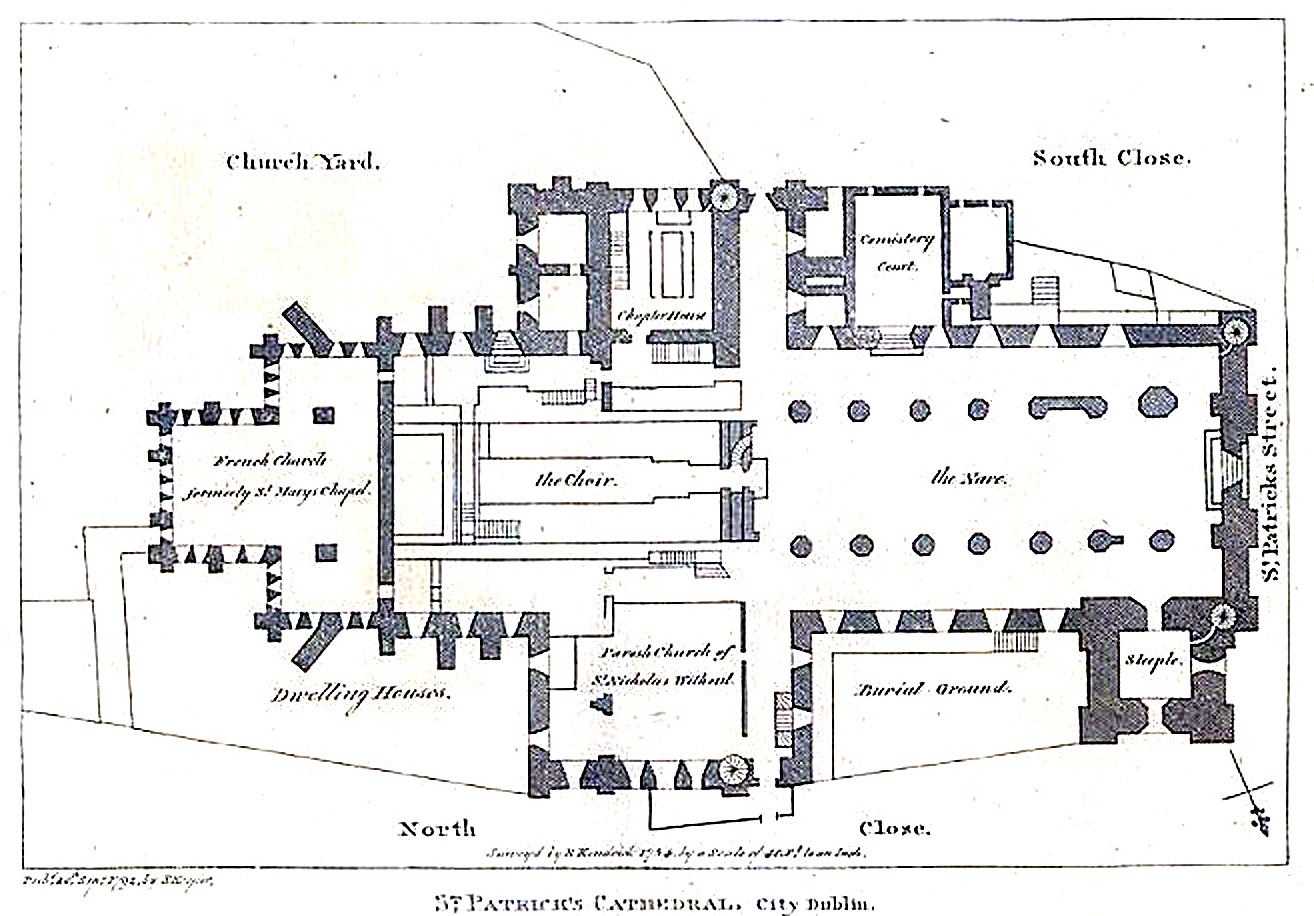
Půdorys katedrály v 18. století

Katedrála svatého Patrika v Dublinu, založená v roce 1191, je větší ze dvou dublinských katedrál a je největším kostelem v Irsku. Ačkoli většina obyvatel Dublinu jsou katolíci, obě katedrály patří Irské církvi (Church of Ireland), to jest irské anglikánské církvi.

## Historie
Kamenný kapitulní kostel založil arcibiskup John Comyn v roce 1191 na ostrově mezi dvěma rameny řeky a vedle pramene, kde svatý Patrik křtil konvertity. Na počátku 13. století byl kostel rozšířen a upraven do dnešní podoby a za hlavním oltářem byla roku 1270 přistavěna mariánská kaple. Západní část s hlavní věží dal v roce 1370 po požáru přebudovat arcibiskup Minot a v roce 1749 dostala hlavní věž novou špici do výšky 43 metrů. Při renovaci v roce 1864 byly přistavěny obloukové pilíře. V roce 1649 Oliver Cromwell při svém tažení Irskem použil katedrálu jako konírnu. V letech 1713–1745 byl děkanem Jonathan Swift, který je zde také pohřben.

## Popis
Trojlodní raně gotická katedrála s příční lodí (transeptem), s hlavní věží v průčelí a s rovným závěrem. K původnímu presbytáři je na východě přistavěna gotická mariánská kaple. V jihozápadní části lodi (přímo proti současnému vchodu) se nachází hrob Jonathana Swifta a jeho přítelkyně Stelly (Esther Johnson). V jižním transeptu (příční lodi) jsou dvě keltské kamenné desky ze 7. a 10. století a památník arcibiskupa jménem Narcissus Marsh, který v roce 1701 založil první veřejnou knihovnu v Irsku (hned za katedrálou). Obsahuje arcibiskupovu sbírku knih a stále je využívána k původnímu účelu a v současnosti čítá asi 25 000 svazků z doby před 18. stoletím
V severní uličce se nachází socha sv. Patrika od Melanie Le Brocquy. V jižní uličce se nacházejí předměty připomínající spisovatele, satirika a děkana katedrály Jonathana Swifta, včetně jeho epitafu, busty a posmrtné masky. Dále zde uvidíme výběr z jeho děl, pergamen s oceněním za zásluhy o „Svobodu města Dublin“, patent královny Anny, kterým ho jmenovala děkanem katedrály.

## Galerie

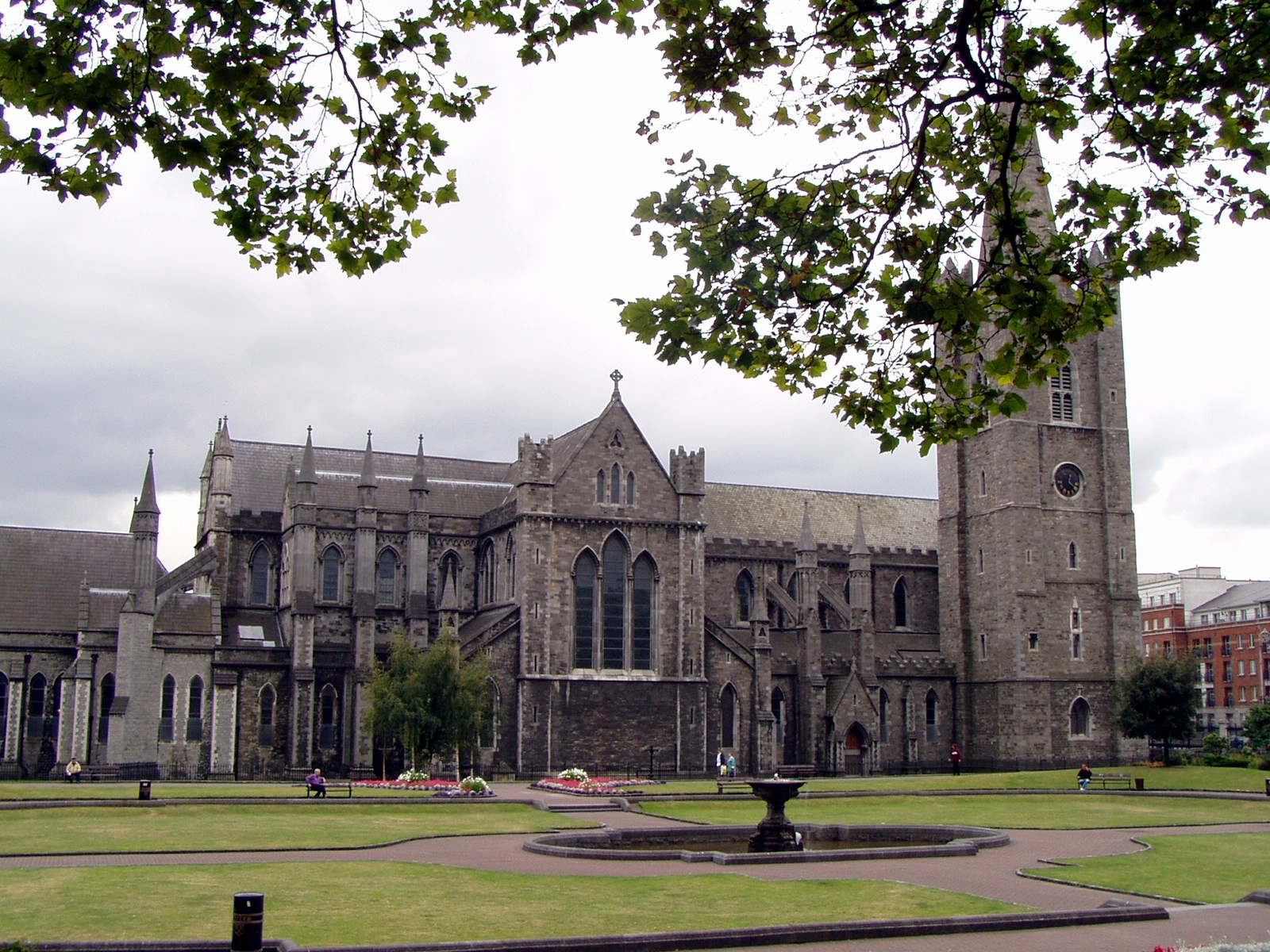
Katedrála sv. Patrika
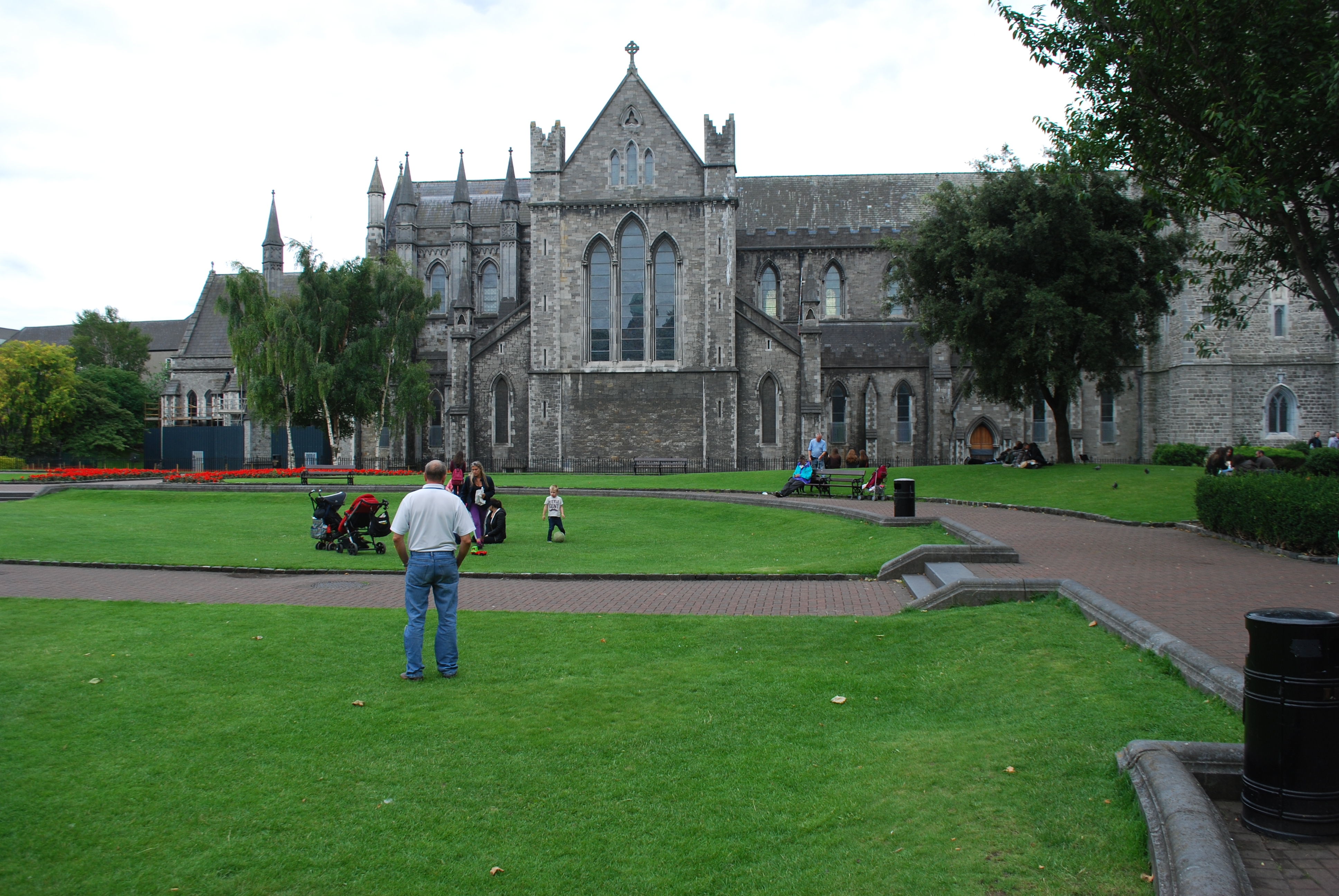
Katedrála z parku
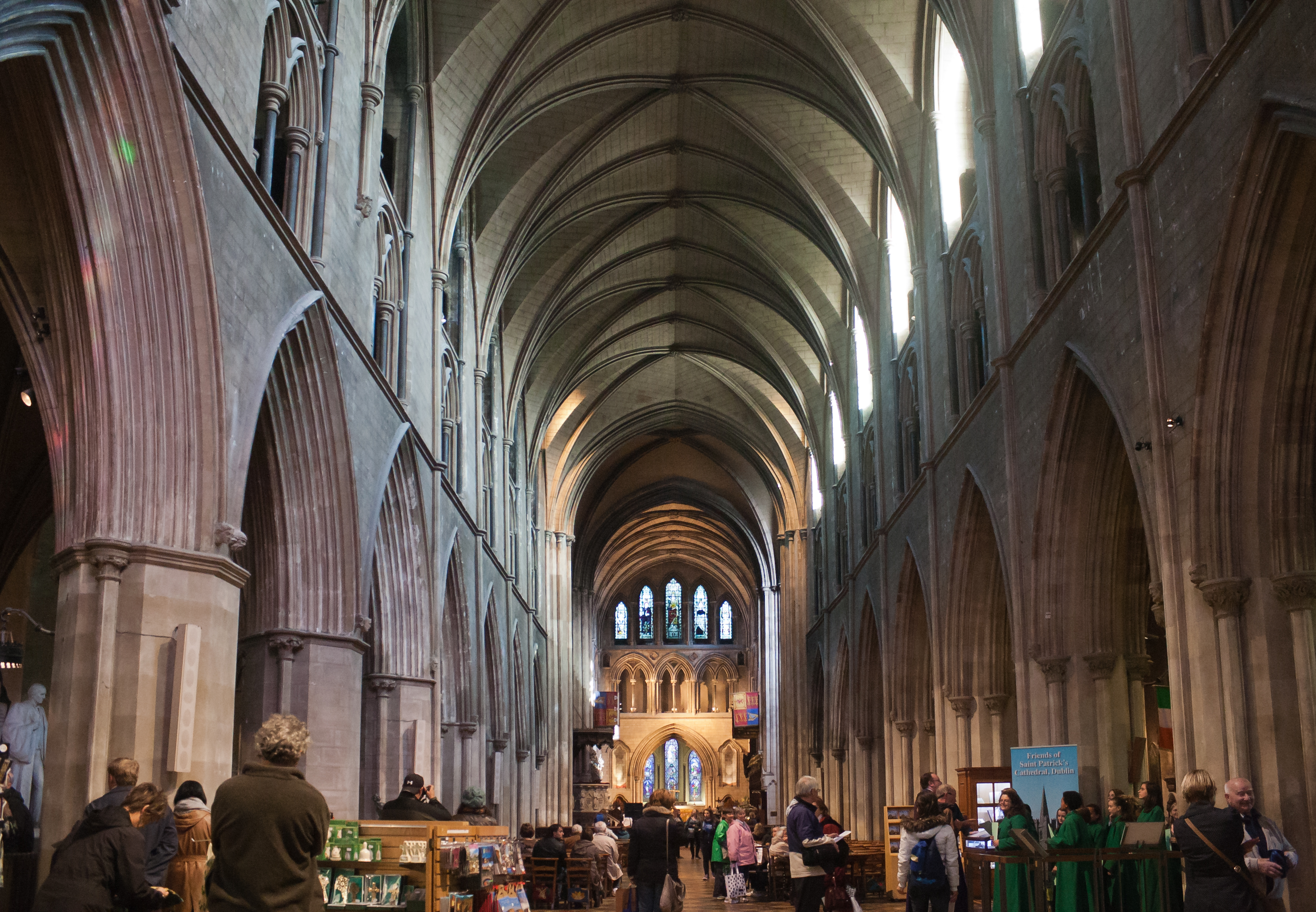
Interiér katedrály
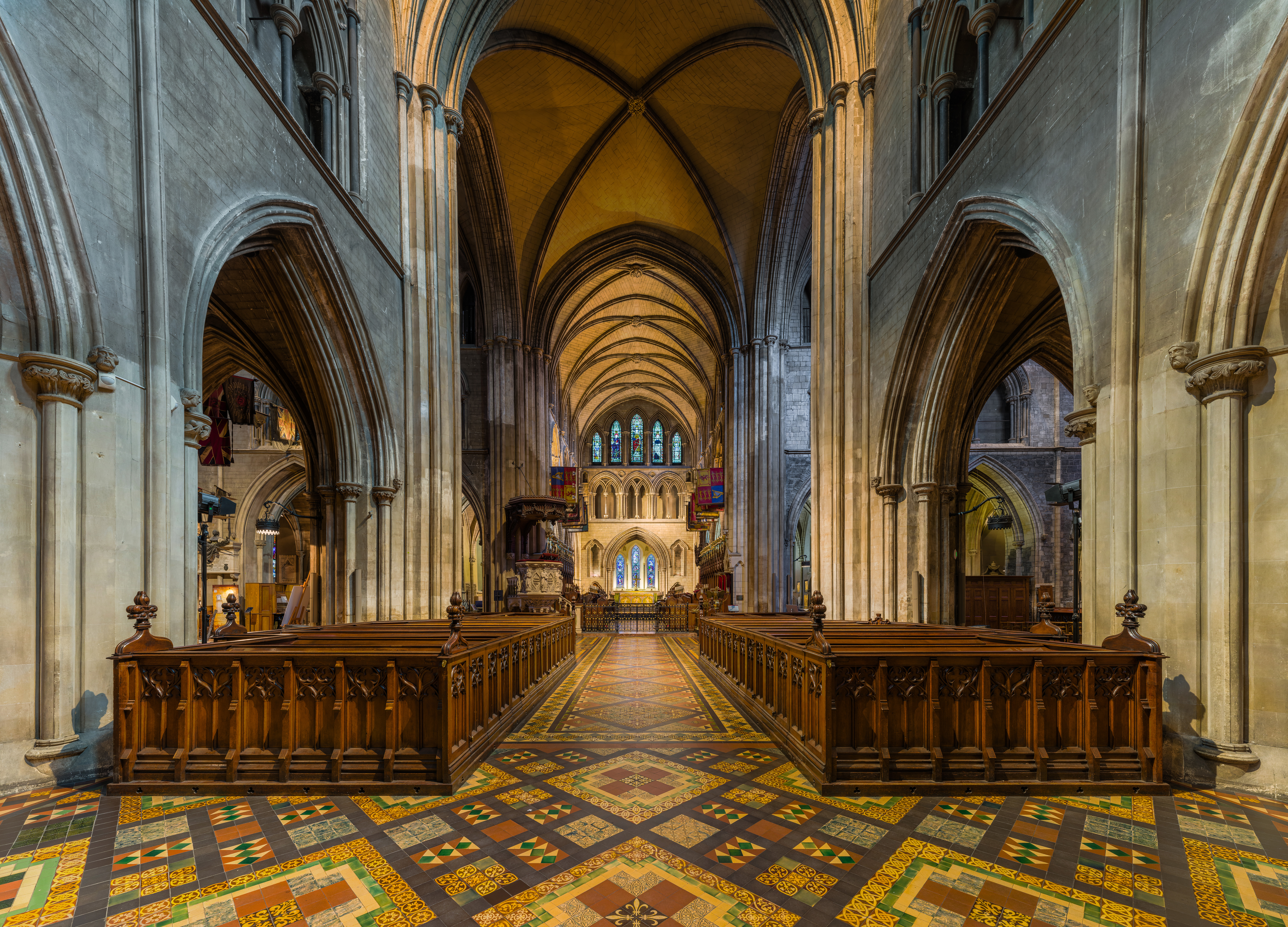
Interiér katedrály
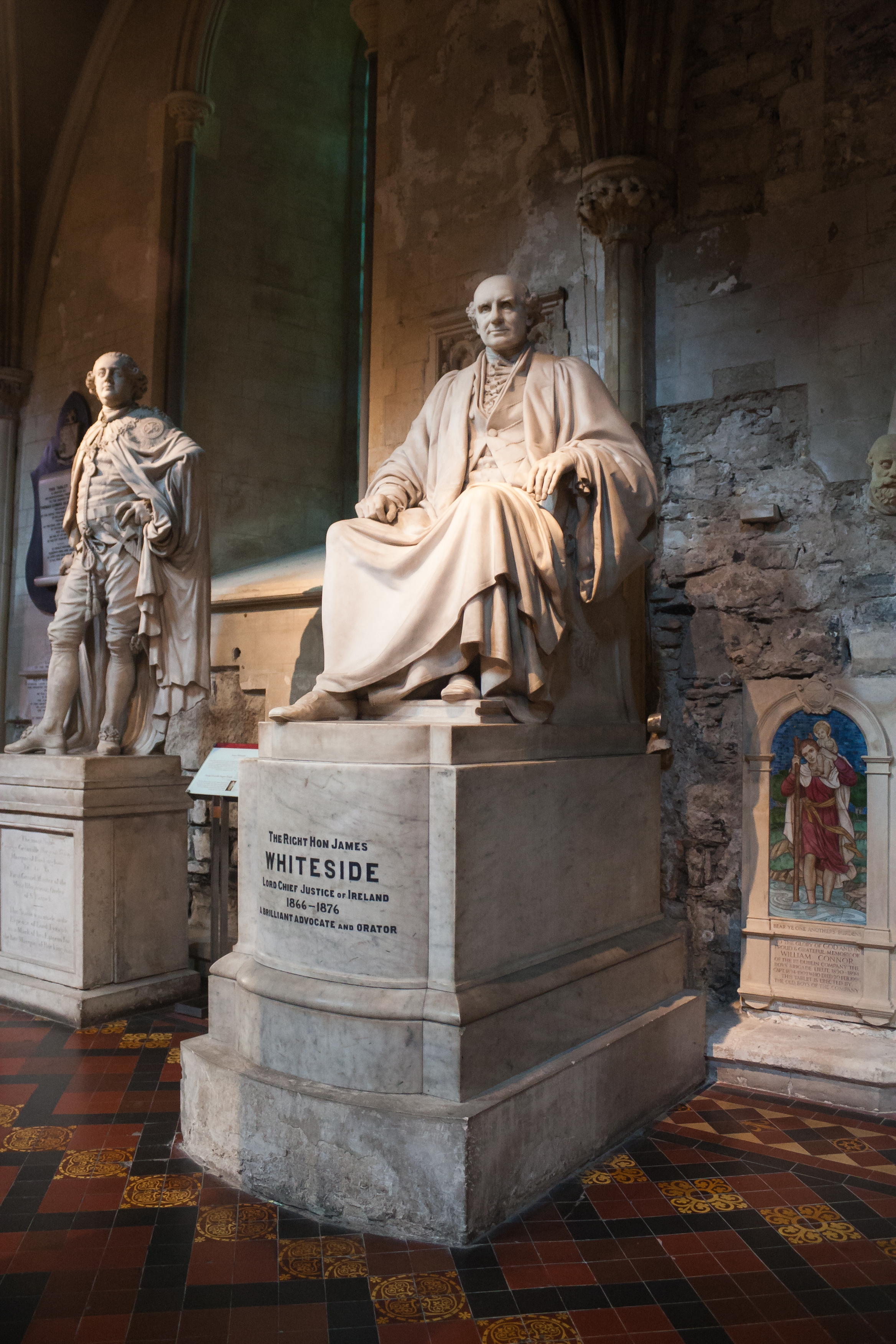
James Whiteside II
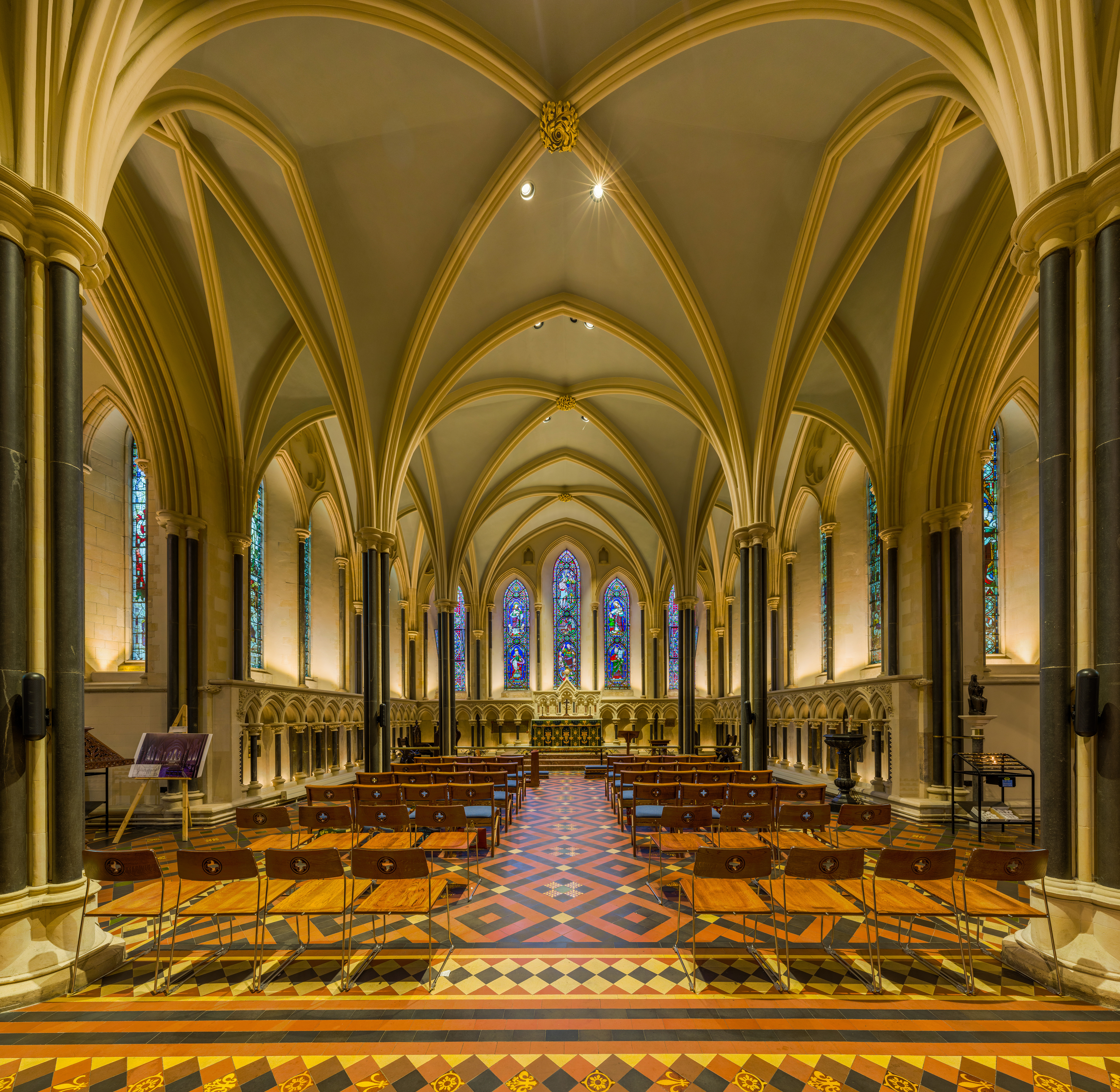
Mariánská kaple